# Henri Manhès

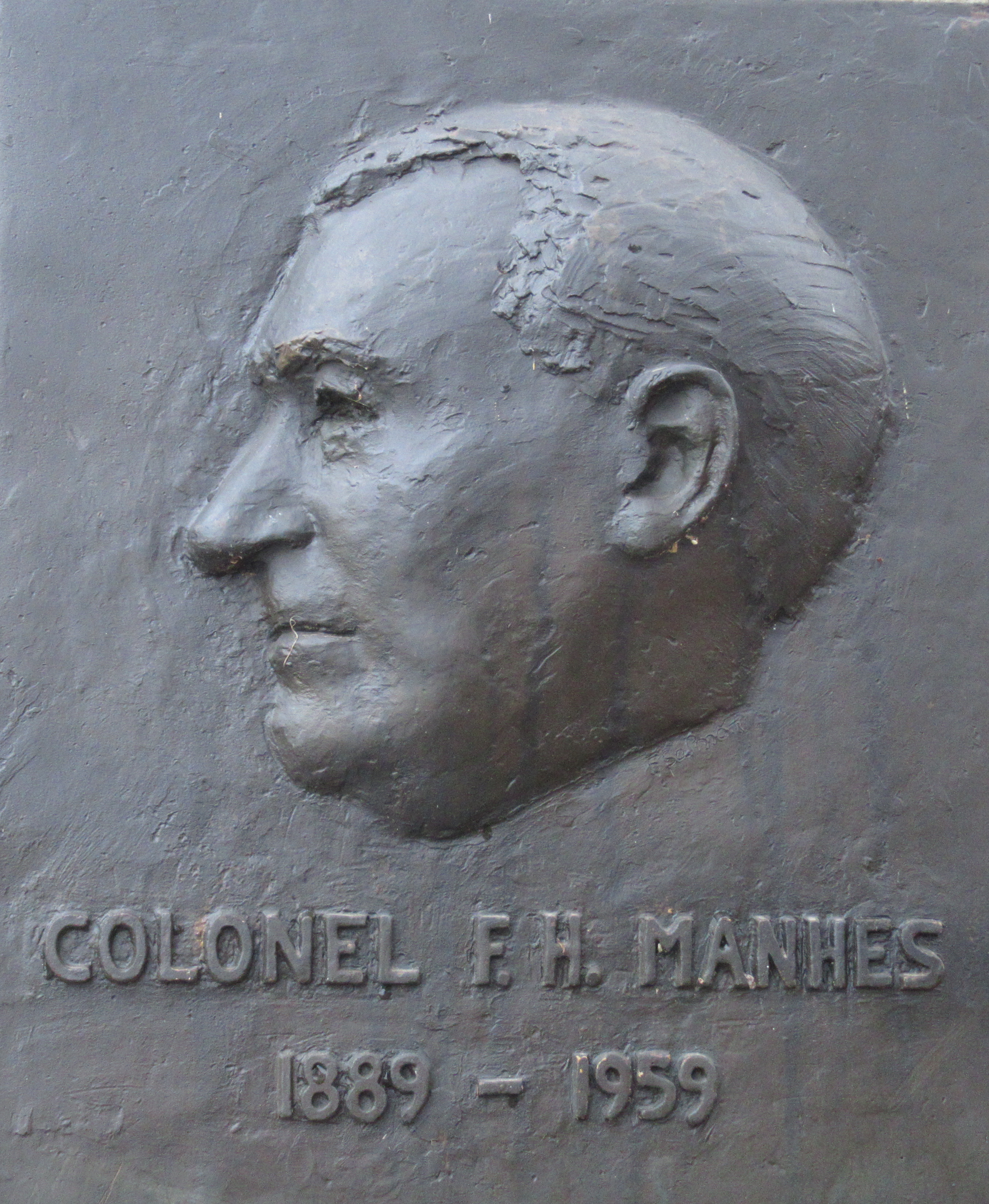
Porträtrelief des Denkmals

Henri Manhès, genannt Frédéric (* 9. Juni 1889 in Etampes; † 25. Juni 1959 in Nizza) war ein französischer Journalist, Oberst, Résistance-Kämpfer, im KZ Buchenwald Leiter der französischen Brigade der Internationalen Militär-Organisation (IMO), Mitglied des Internationalen Lagerkomitees und Ehrenpräsident der FIR.

## Leben und Wirken
Manhès studierte nach Erreichen der Hochschulreife Journalistik. Nach der Besetzung Frankreichs durch die Wehrmacht des NS-Regimes entstand auf seine Anregung die Widerstandsgruppe „Ceux de la Libération“. Im Jahr 1941 wurde er ein Vertreter von Jean Moulin, der die unterschiedlichen Gruppen der Widerstandskämpfer im nichtbesetzten Gebiet Frankreichs zu abgestimmtem Vorgehen organisierte. Als er 1943 von einer Reise aus London nach Frankreich zurückkehrte, wurde er verhaftet und von einem Militärgericht der Wehrmacht zum Tode verurteilt. 1944 wurde er in das KZ Buchenwald überstellt. Hier wurde er von Marcel Paul zum Präsidenten des Lagerkomitees für französische Interessen ernannt. Bald wurde er der Leiter der französischen Brigade in der Internationalen Militär-Organisation (IMO) des Lagers und übernahm nach der Flucht der meisten SS-Wachmannschaften am 11. April 1945 vor den anrückenden Amerikanern mit anderen Mitgliedern des Lagerwiderstandes die Kontrolle über das Lager, bevor die 3. US-Armee einige Stunden später eintraf.
Nach der Befreiung vom Nationalsozialismus und seiner Rückkehr nach Frankreich gründete er den Verband der Deportierten, Internierten, Widerstandskämpfer und Patrioten, dessen erster Präsident er wurde. Im Jahr 1952 wurde er zum Ehrenpräsidenten der FIR gewählt.

## Ehrungen

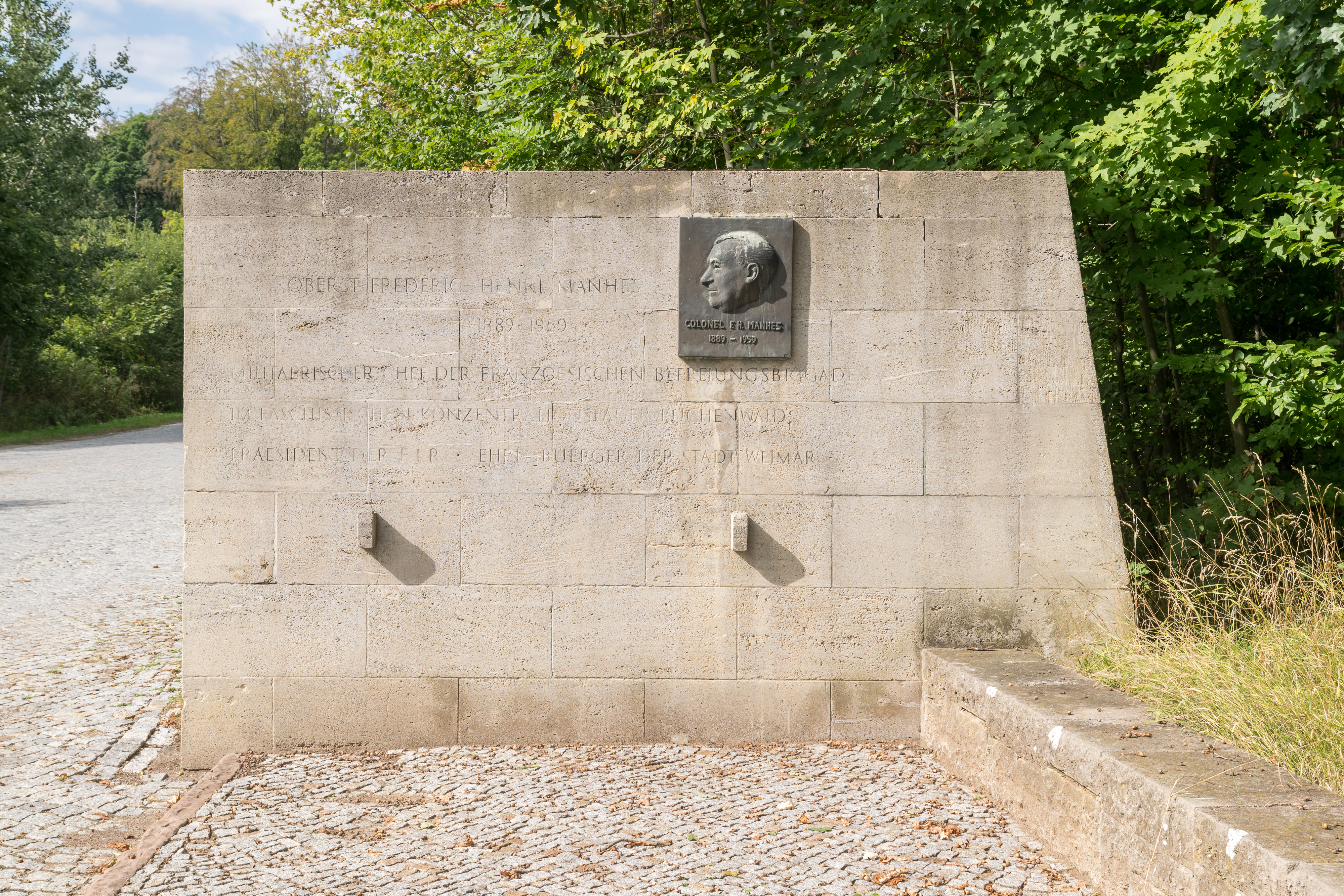
Denkmal der Stadt Weimar von 1961 auf dem Ettersberg

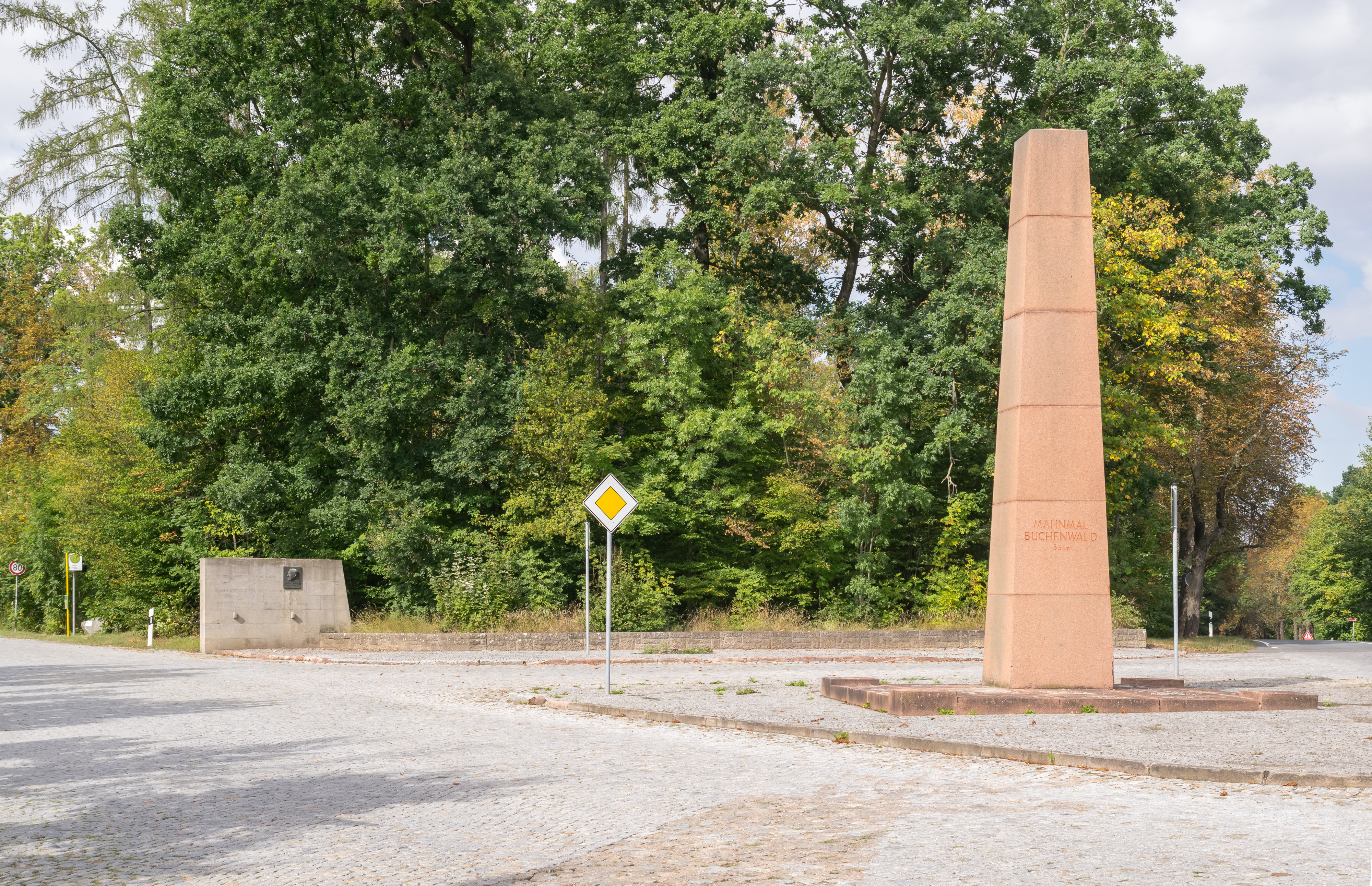
Blick Richtung Blutstraße

Die Stadt Weimar verlieh ihm am 15. September 1958 die Ehrenbürgerwürde. Am 9. Mai 1961 wurde ein Gedenkstein am Anfang der Blutstraße zum ehemaligen KZ Buchenwald eingeweiht. Zwei Jahre später, 1963, wurde der Gedenkstein aus Oberdorlaer Schaumkalk durch ein Bronzeporträt Manhès' ergänzt.
Die Inschriften des Gedenksteins lauten wie folgt:
Auf der Bronzetafel:
und die Künstlersignatur „F Salmon“ für Françoise Salmon.
Der Obelisk auf dem Platz vor dem Denkmal markiert den Eingang in die Blutstraße, die zur Mahn- und Gedenkstätte Buchenwald führt. Er zeigt die Entfernung zum Konzentrationslager mit 3,5 km an. Der Obelisk wurde 1958/59 im Auftrag des Komitees der Antifaschistischen Widerstandskämpfer der DDR geschaffen. Er ist aus rötlichem Sandstein und hat eine Höhe von ca. 5 Metern. Der Bereich um den Obelisken wurde am 9. Mai 1961 auf den Namen „Colonel-Manhès-Platz“ getauft.
Koordinaten: 51° 1′ 25,5″ N, 11° 18′ 10″ O